# Pratt & Whitney GG4
Pratt & Whitney GG4 (Gas Generator 4) и FT4 (Free Turbine 4) — газотурбинные двигатели, созданные компанией Pratt & Whitney Power Systems (подразделение Pratt & Whitney) на основе авиационного турбореактивного двигателя J75/JT4.
GG4 является замкнутым, саморегулируемым, с дистанционным управлением, быстро запускается и достигает максимальной мощности. Созданные в 1960-х годах, эти двигатели применялись в качестве силовых установок морских кораблей, на электростанциях, а также как привод газовых компрессоров для газопроводов, водопроводов и систем канализации. В зависимости от модификации, выходная мощность составляла от 16 до 30 МВт. Всего было выпущено около 1300 двигателей, многие из которых продолжают работать и в настоящее время.

## Варианты
GG4
FT4A
FT4C

## Применение
Корабли
- эскадренные миноносцы типа «Ирокез»
- сторожевые корабли типа «Гамильтон»
- канонерские лодки класса «Эшвилл»